# Dona amb cafetera
Dona amb cafetera (en francès: La Femme à la cafetière) és un quadre del pintor francès Paul Cézanne. Està realitzat en oli sobre llenç. Va ser pintat entre el 1890 i el 1895. Actualment es troba en el Museu d'Orsay de París, a França.
Aquest quadre s'ubica en una època de maduresa del pintor. Com en la seva obra Els jugadors de cartes, també aquí el personatge està fortament ancorat en el seu decorat. En aquest cas, es tracta de la governanta del pintor, que es troba en un interior domèstic. La retrata asseguda sobre un punt de suport que no es veu, vestida de blau i amb una expressió severa.
Sobre el fons hi ha una porta de fusta, mentre que a la seva esquerra es veu una taula amb un cafetera i una tassa amb una cullereta, un autèntic bodegó per ell mateix. En el costat esquerre de la tela, hi ha unes roses que l'adornen.
No pretén Cézanne una reproducció exacta, fotogràfica, de la model. El pintor buscava experimentar les lleis de la seva pintura, construir la veritat amb els seus propis mitjans artístics. Per tal de caracteritzar el personatge retratat en té prou amb l'actitud equilibrada i la fisonomia simplificada de la dona. La persona produeix, així, la mateixa impressió que el bodegó sobre la taula.